# Mai Nguyễn Hưng
Dans ce nom vietnamien, le nom de famille, Mai, précède le nom personnel.
Mai Nguyễn Hưng, né le 5 avril 1988, est un coureur cycliste vietnamien.

## Biographie
Mai Nguyễn Hưng commence le cyclisme dès son enfance, avec un vélo offert par ses parents. Il est repéré à l'âge de treize ans par deux entraîneurs du club BVTV Sài Gòn Dofilm. Trois ans plus tard, il obtient quatre victoires à 16 ans lors de courses réservées pour les coureurs juniors, ce qui lui ouvre les portes de la sélection nationale vietnamienne.
En 2012, il remporte la deuxième étape du Tour du Viêt Nam. Il est le premier vietnamien de l'histoire à remporter une course inscrite au calendrier de l'UCI.

## Palmarès et résultats

### Palmarès par année
- 2009
  - 2e du Perlis Open
  -  Médaillé d'argent de la course en ligne des Jeux d'Asie du Sud-Est
  - 3e du championnat du Viêt Nam du contre-la-montre
- 2010
  - 2e du championnat du Viêt Nam sur route
  - 3e du championnat du Viêt Nam du contre-la-montre
- 2011
  - 2e du championnat du Viêt Nam du contre-la-montre
- 2012
  - 2e étape du Tour du Viêt Nam
  - 2e du Tour du Viêt Nam
- 2013
  -  Médaillé d'or du contre-la-montre par équipes des Jeux d'Asie du Sud-Est (avec Trịnh Đức Tâm, Nguyễn Thành Tám et Lê Văn Duẩn)
  -  Médaillé d'argent de la course en ligne des Jeux d'Asie du Sud-Est
  - 3e du championnat du Viêt Nam du contre-la-montre
- 2014
  - 2e du championnat du Viêt Nam du contre-la-montre
- 2015
  - 3e du championnat du Viêt Nam du contre-la-montre
- 2017
  -  Médaillé de bronze de la course en ligne aux Jeux d'Asie du Sud-Est
  -  Médaillé de bronze du contre-la-montre par équipes aux Jeux d'Asie du Sud-Est
  - 3e du championnat du Viêt Nam du contre-la-montre
- 2018
  - 2e du championnat du Viêt Nam du contre-la-montre

### Classements mondiaux
| Année         | 2008 | 2009 | 2010 | 2011 | 2012 | 2013 |
| ------------- | ---- | ---- | ---- | ---- | ---- | ---- |
| UCI Asia Tour | 316e | 60e  | 270e | 333e | 323e | 80e  |